# Gbadolite
Gbadolite (pronunciado [ɡ͡badolite]) es una ciudad del norte de la provincia de Ubangi del Norte, en la República Democrática del Congo.
Gbadolite era la ciudad natal del presidente y dictador Mobutu Sese Seko. Mobutu se aseguró de que los habitantes de Gbadolite gozaran de privilegios que, en general, el resto del país no disfrutaba, como la electricidad.  Las carreteras de la región eran de las mejor cuidadas del país.
Mobutu transformó Gbadolite en una ciudad lujosa, a menudo conocida como el "Versalles de la selva". Hizo construir una presa y una central hidroeléctrica sobre el río río Ubangi, un aeropuerto internacional capaz de permitir el aterrizaje del Concorde (alquilado a Air France para viajar a Europa), y tres inmensos palacios. Los habitantes de la ciudad estaban especialmente privilegiados al tener trabajo, en general en el servicio doméstico.
Se construyeron dos palacios en Kawale, a cierta distancia de Gbadolite. Uno estaba compuesto de una serie de pagodas chinas, y el otro de modernas residencias, y en general se dedicaban a residencia de Mobutu y de sus invitados.  Los tres palacios de Gbadolite en cambio, se destinaron a uso protocolario u oficial.
Cuando Laurent-Désiré Kabila desalojó del poder a Mobutu 1997, Gbadolite fue saqueada y el contenido de los palacios robado. Ahora están invadidos por la vegetación.
En 1998, el grupo rebedle MLC (Movimiento de Liberación del Congo), apoyado por Uganda y dirigido por Jean-Pierre Bemba, tomó Gbadolite a las fuerzas gubernamentales de Kabila, e hizo de la ciudad su cuartel general.